# Isabel Sofía de Brandeburgo

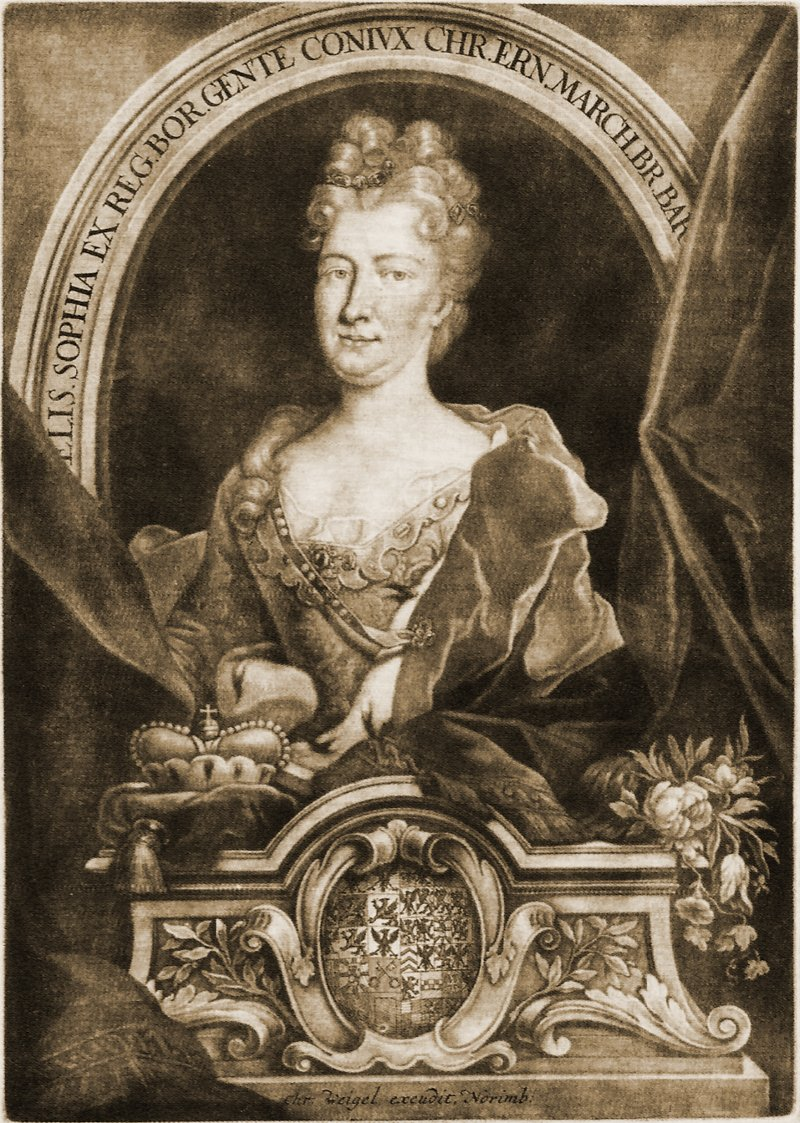
Isabel Sofía de Brandeburgo.

Isabel Sofía de Brandeburgo (en alemán: Elisabeth Sophie von Brandenburg; Berlín, 26 de marzo de 1674-Römhild, 22 de noviembre de 1748) fue una noble alemana, hija de Federico Guillermo I de Brandeburgo y de la princesa Sofía Dorotea de Schleswig-Holstein-Sonderburg-Glücksburg (1636-1689). Fue sobrina de Luisa Carlota de Brandeburgo.

## Matrimonios e hijos
Se convirtió en duquesa de Curlandia y Semigalia al casarse el 29 de abril de 1691 con Federico Casimiro Kettler, con quien tuvo dos hijos:
- Federico Guillermo (1691-1711), casado con la zarina Ana de Rusia (1693-1740).
- Leopoldo Carlos (1693-1697).

El 30 de marzo de 1703 se volvió a casar con el margrave Cristián Ernesto de Brandeburgo-Bayreuth en Potsdam, hijo de Erdmann Augusto de Brandeburgo-Bayreuth (1615-1651) y de Sofía de Brandeburgo-Ansbach (1614-1646). Al enviudar, se casó con el duque Ernesto Luis I de Sajonia-Meiningen, el 3 de junio de 1714 en el palacio de Ehrenburg.